# Thomas Nelson Jr. (politik)
Thomas Nelson Jr. (6. ledna 1739 Virginie – 4. ledna 1789 Virginie) byl americký farmář, voják a státník z Yorktownu ve Virginii. Zastupoval Virginii na kontinentálním kongresu a byl jejím guvernérem od roku 1781. Je považován za jednoho ze zakladatelů USA. Podepsal Deklaraci nezávislosti jako člen delegace za Virginii a bojoval v domobraně během obléhání Yorktownu.

## Životopis

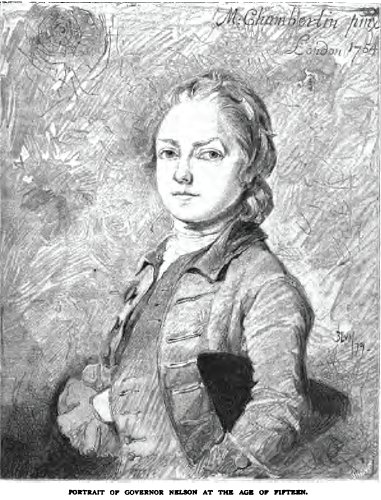
Thomas Nelson Jr. ve věku 15 let

Nelson byl vnukem Thomase „Scotch Tom“ Nelsona, přistěhovalce z anglického Cumberlandu, který byl jedním z prvních průkopníků v Yorktownu. Jeho rodiči byli Elizabeth (Burwell) a William Nelson, který byl také leadrem kolonie a krátce sloužil jako guvernér. Thomas se narodil v Yorktownu a stejně jako mnoho dalších mladíků z Virginie byl vzděláván v Anglii. Navštěvoval Newcome's School v Hackney před vstupem na Cambridge University v roce 1758. V roce 1760 promoval a následující rok se vrátil domů aby pomáhal svému otci na farmě.

Znak Thomase Nelsona Jr.

Thomas byl poprvé zvolen do Virginia House of Burgesses ( legislativní orgán Virginie) v roce 1761. Následující rok se oženil s Lucy Grymesovou (jejím strýcem z matčiny strany byl Peyton Randolph, švagr kongresmana Benjamina Harrisona V. Pár by měl celkem jedenáct dětí. Jejich syn Hugh Nelson (1768–1836) později pracoval v americkém Kongresu.
Nelsonovo první funkční období v Kongresu pokračovalo až do roku 1776, kdy ho nemoc přinutila rezignovat. Přesto, že byl stále členem Kongresu, našel si čas hrát klíčovou roli ve Virginské ústavní úmluvě (Virginia's Constitutional Convention) na jaře 1776. Vrátil se do Kongresu právě včas, aby podepsal Deklaraci nezávislosti.
Thomas Nelson byl jedním z třinácti členů výboru jmenovaných na kontinentálním kongresu 12. června 1776, aby „připravili koncept formy konfederace“, což vedlo k sepsání Articles of Confederation, Články konfederace a trvalé unie.
Jako generál velel „Lower Virginia Militia“, (milice z Virginie), po Thomasi Jeffersonovi byl guvernérem Virginie (po devíti dnech Williama Fleminga jako jednajícího guvernéra). Sám Nelson se účastnil závěrečného obléhání v Yorktownu. Podle legendy naléhal na generála Washingtona (nebo podle jiných verzí na markýze de Lafayette), aby stříleli na jeho dům. V Nelsonově domě měl sídlo britský generál Charles Cornwallis, první markýz Cornwallis, a Nelson nabídl prvnímu muži, jenž zasáhne jeho dům pět guineí.
Zemřel v domě svého syna v Hanover County ve Virginii a je pohřben v Grace Churchyard v Yorktownu.

## Odkaz
Kraj Nelson County ve Virginii a Nelson County v Kentucky byl pojmenován na počest Thomase Nelsona v roce 1967. Nelson County School District, který provozuje většinu veřejných škol v kraji Kentucky, otevřel novou střední školu Thomase Nelsona v roce 2012.